# 滨江区

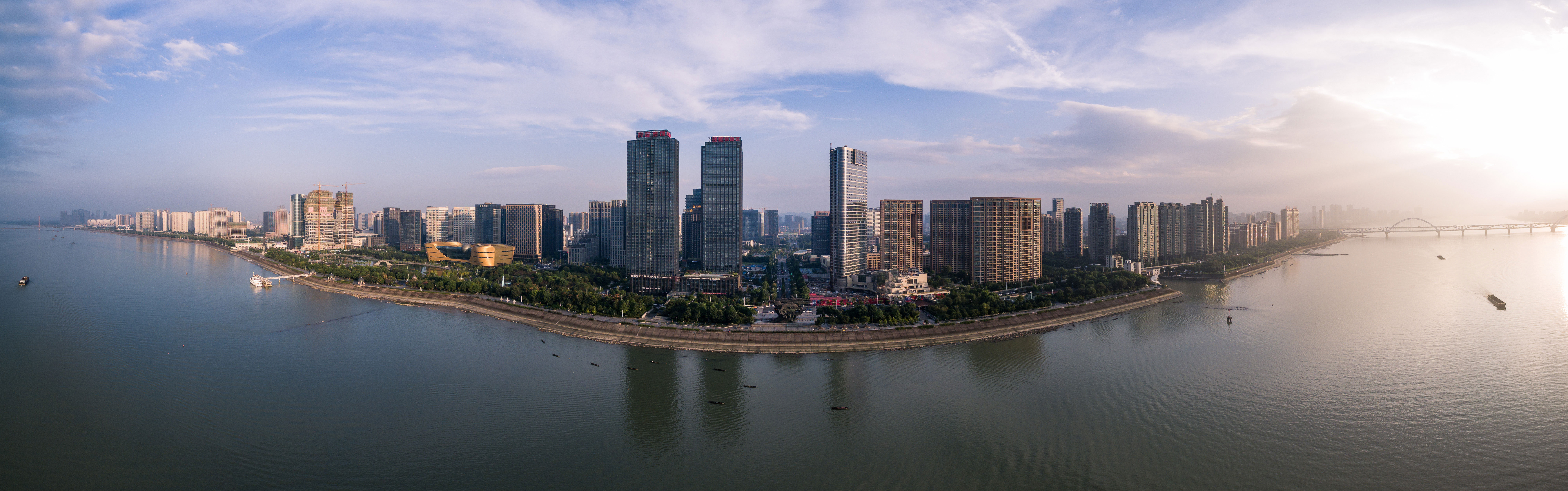
滨江与钱塘江景色

滨江区，是中华人民共和国浙江省杭州市的一个市辖区，辖区包括钱塘江以南、钱江一桥以东沿江的西兴、长河、浦沿三个街道，北与上城区相望，西经之江大桥可达西湖区，東南两面为萧山区所包围，与萧山区共同组成杭州三大副城之一的江南副城。辖区总面积达73.33平方公里，區人民政府駐西兴街道江南大道100號。
1990年国务院批准杭州高新技术产业开发区，其区域涵盖了今滨江区地域，杭州市政府后于1996年以原属萧山市的杭州高新区江南片区设立滨江区，2002年杭州高新技术产业开发区和滨江区行政城区合并，现今滨江区已成为杭州数字经济重地。

## 历史沿革

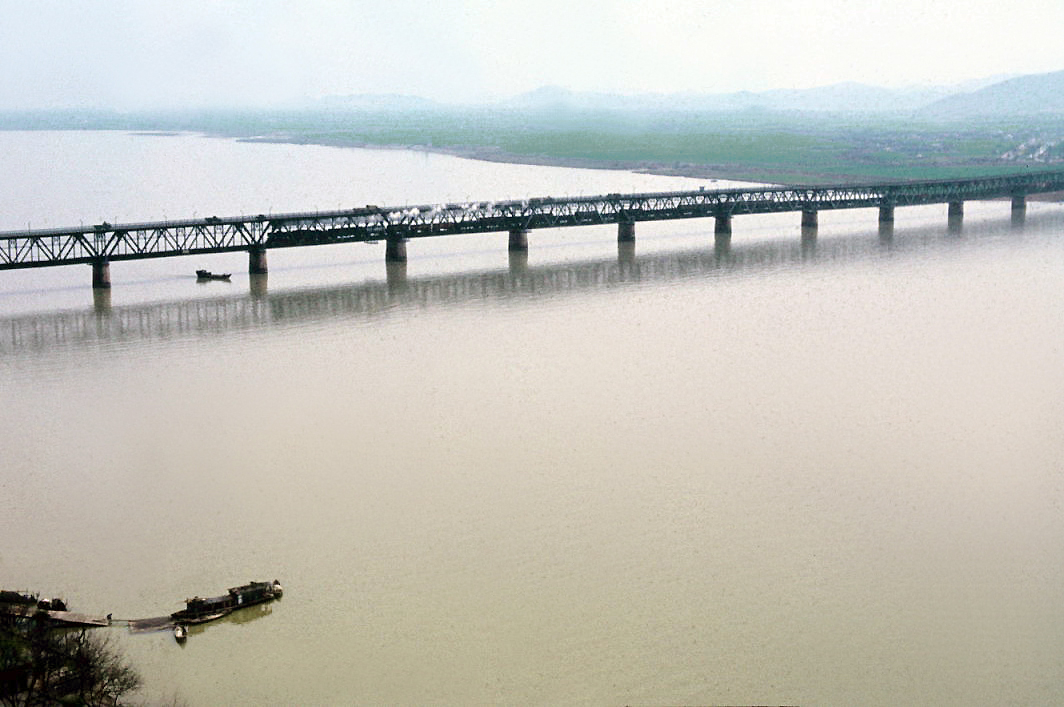
从六和塔上眺望钱江一桥和现属滨江区内的萧山农田（1978年）

1981年，杭州市开始酝酿建立高新区，并在1990年3月经浙江省人民政府批准建立杭州高新技术产业开发区。唯当时高新区仅包含城西与下沙两个区块。1991年3月6日，经国务院批准，杭州高新技术产业开发区为国家级高新区之一。
1996年5月9日，萧山市的浦沿、长河、西兴三镇划归西湖区管辖；5月24日，西兴镇的东湖、杜湖、湖头陈3个村划归萧山市城厢镇管辖。1996年7月3日，高新区管委会对三镇内由钱塘江、浙赣铁路及长江路围合而成的面积约10.5平方千米的之江区块进行管辖。该区块于1997年12月26日由国家科委批准，正式并入高新区。
1996年12月12日浦沿、长河、西兴三镇地域独立设区，因地处江滨故名滨江区。
2002年6月，杭州市委、市政府对1990年3月成立的高新区、1996年12月成立的滨江区进行“两个名称、一套人马”的统一管理，并于2003年11月18日撤销区内所有建制镇，全部改为街道。

## 行政区划

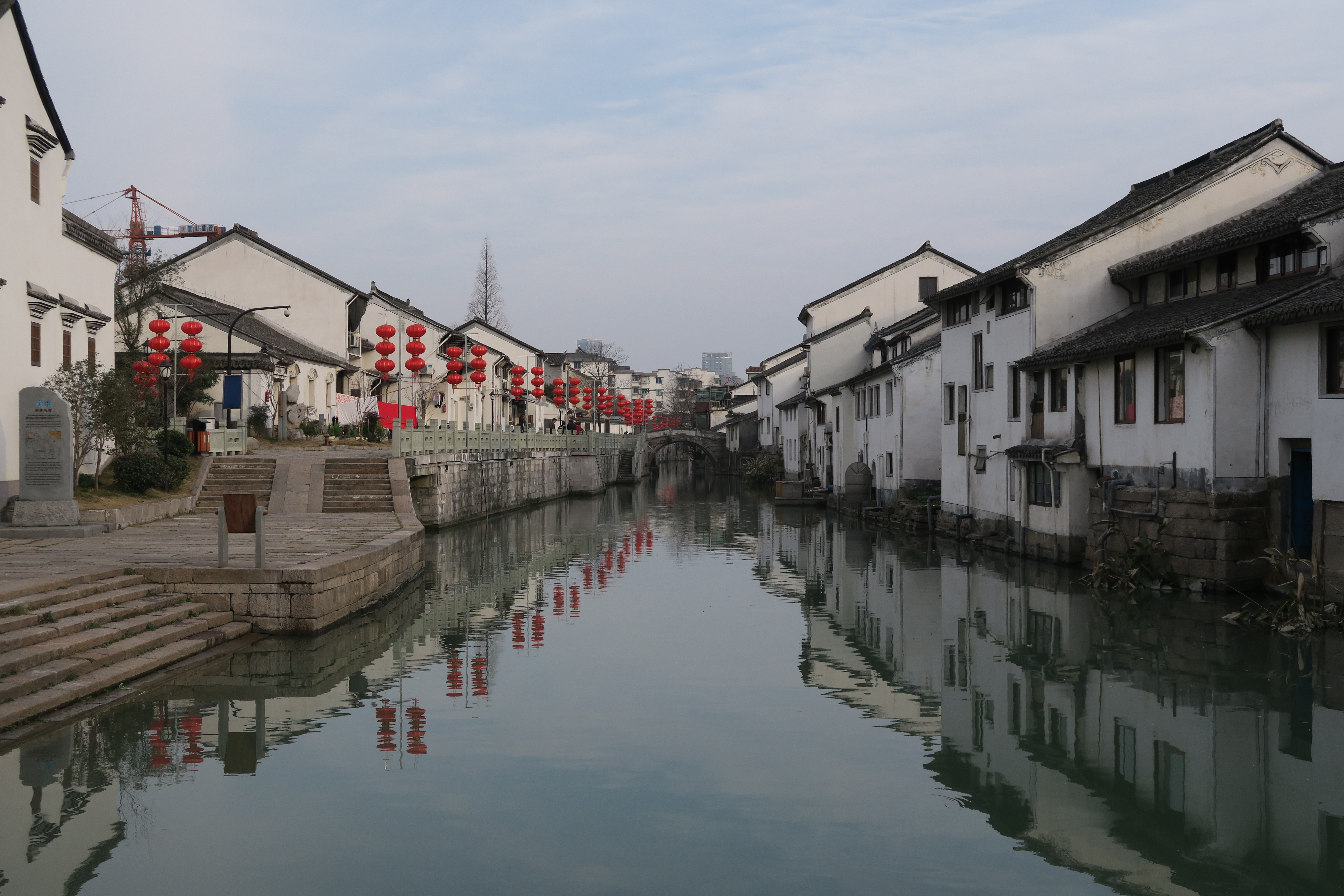
西兴古镇

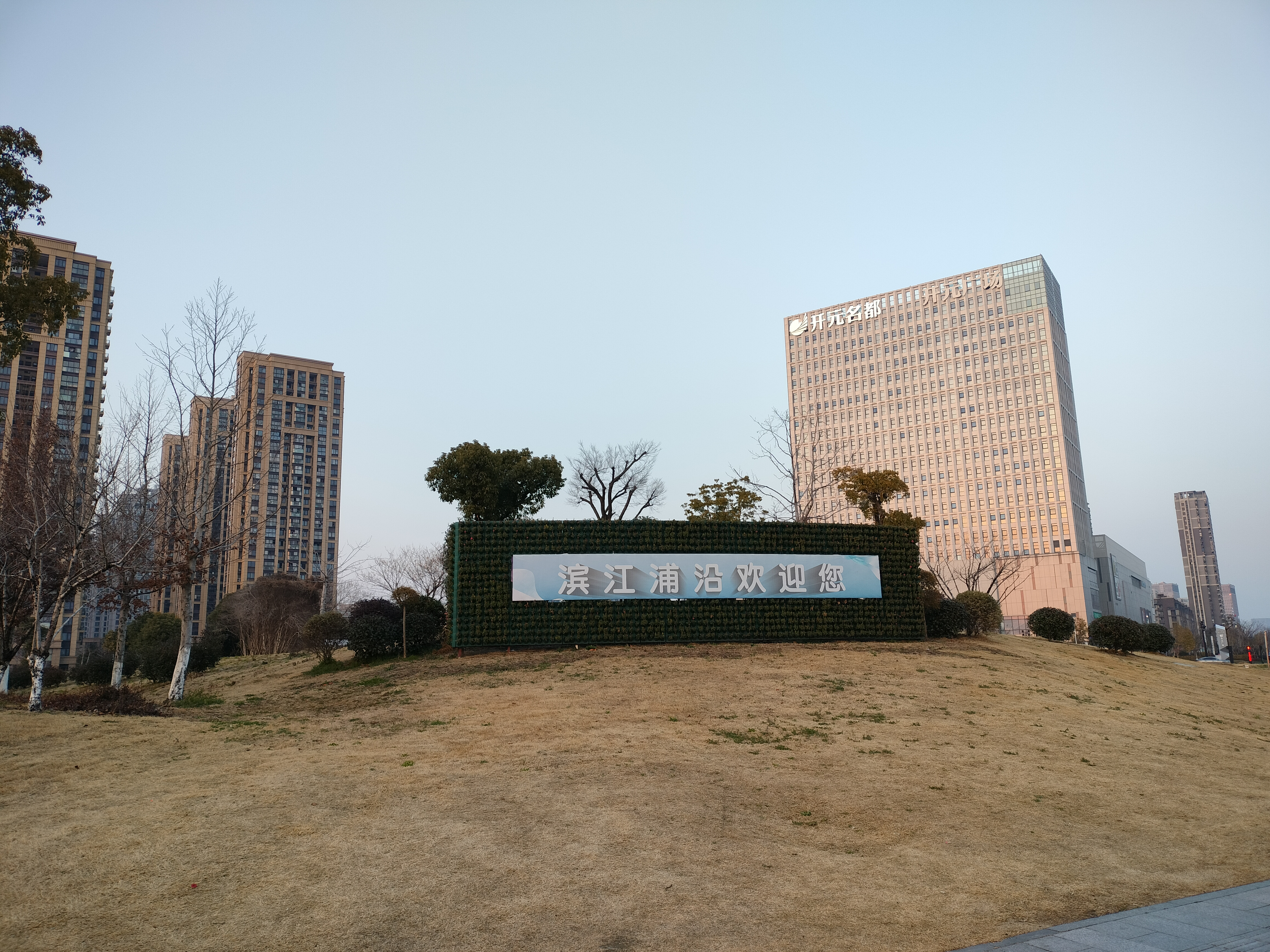
浦沿街道欢迎标语与远处的滨江开元广场

区政府驻江南大道100号，位于西兴街道。
下辖3个街道，共计12个社区和23个村委会：
| 滨江区行政区划图 | 滨江区行政区划图 | 滨江区行政区划图  | 滨江区行政区划图 | 滨江区行政区划图 | 滨江区行政区划图 | 滨江区行政区划图 |
| ---------------- | ---------------- | ----------------- | ---------------- | ---------------- | ---------------- | ---------------- |
| 浦沿 长河 西兴   |                  |                   |                  |                  |                  |                  |
| 区划代码         | 街道             | 面积 （平方千米） | 人口 （万人）    | 社区数           | 行政村数         | 办事处           |
| 310108001        | 西兴街道         | 17.6              | 12.83            | 14               | 0                | 官河路1号        |
| 310108002        | 长河街道         | 29.18             | 17               | 20               | 0                | 长江北路18号     |
| 310108003        | 浦沿街道         | 21.27             | 17.59            | 18               | 0                | 东冠路501号      |

## 社会

### 人口
2018年常住人口39.2万人。
2022年初常住人口为52.5万人，其中城镇常住人口为52.5万人。户籍人口总数为31.11万人。

### 教育

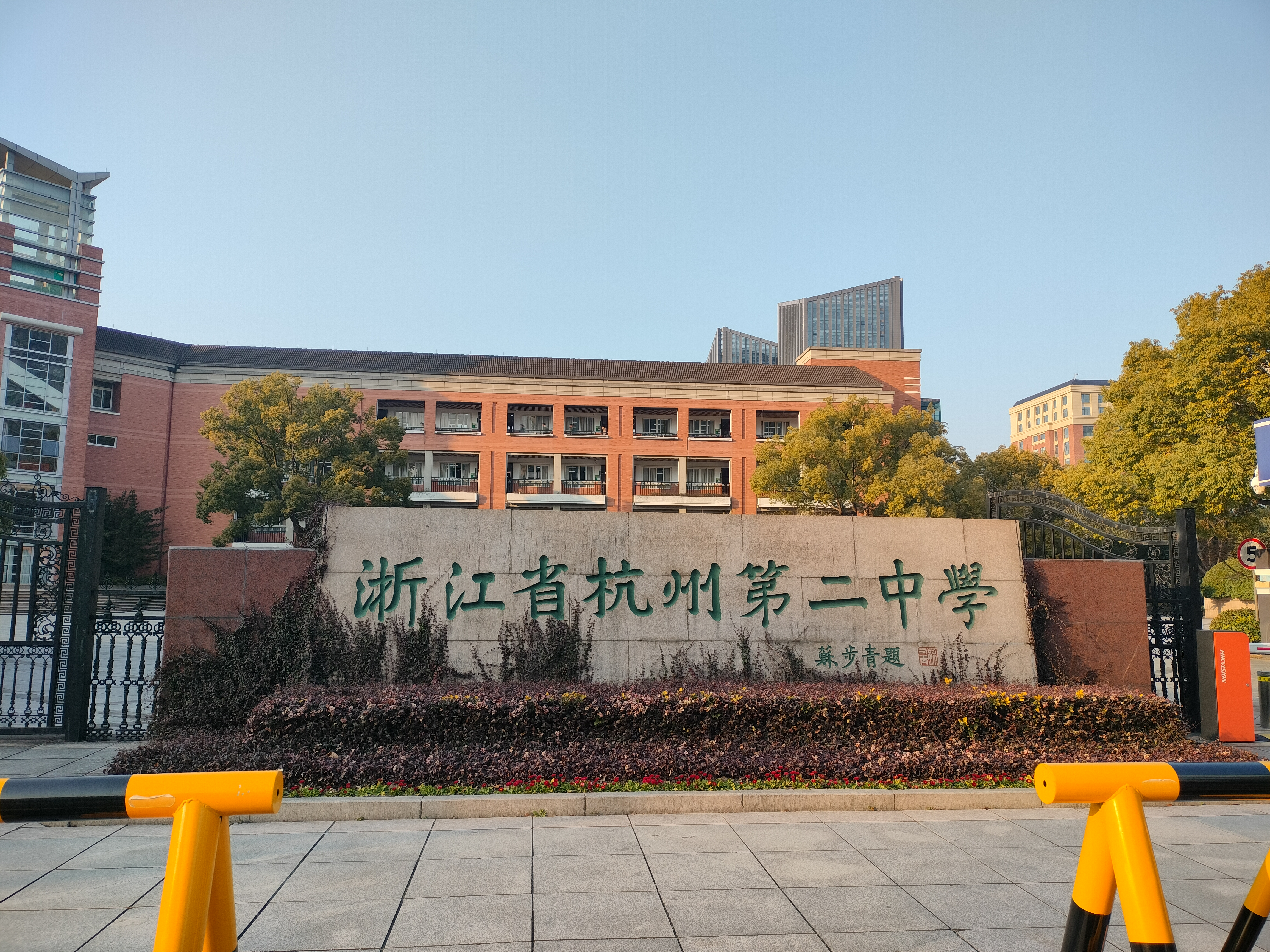
杭二中滨江校区南大门

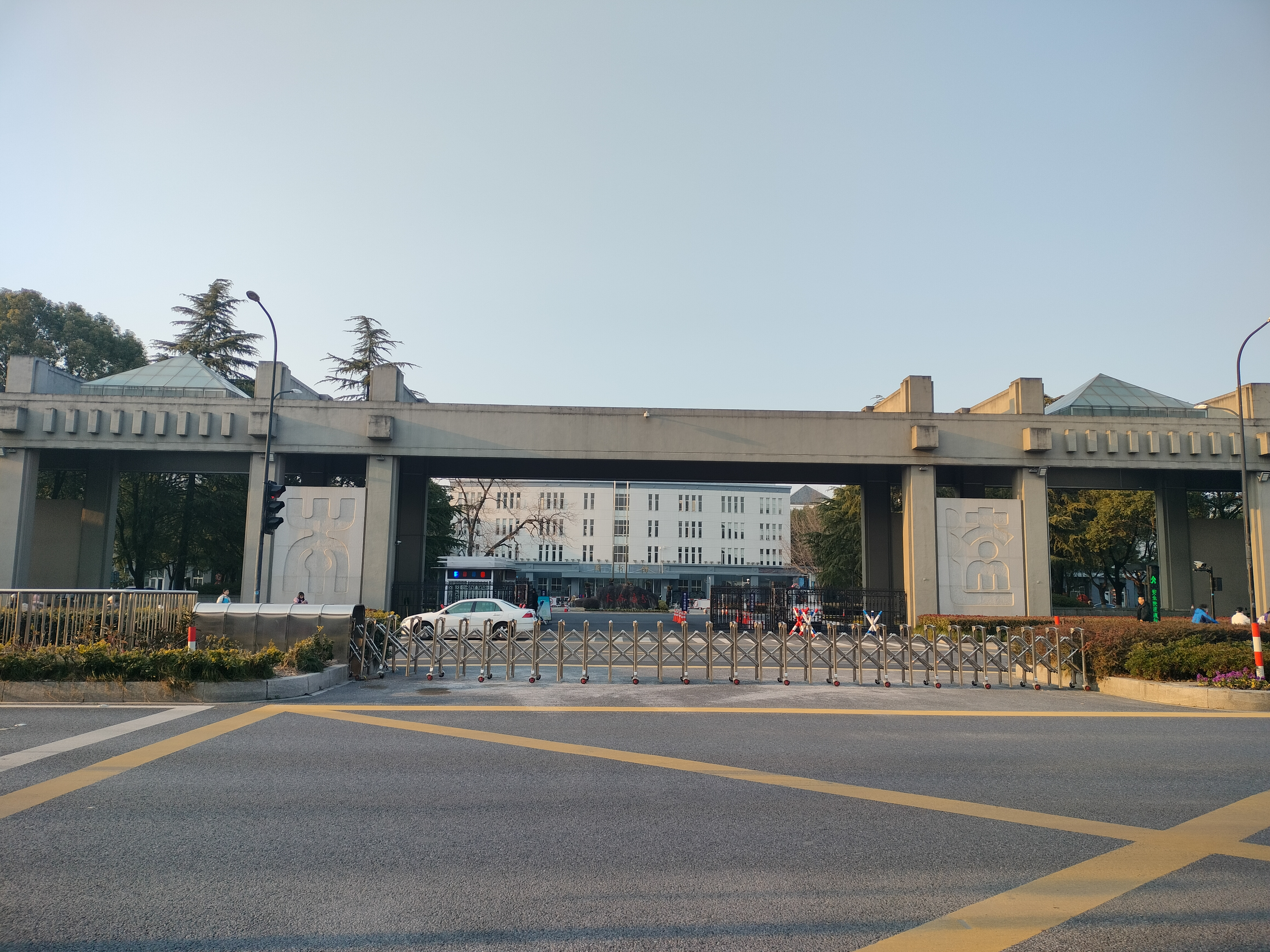
浙江中医药大学南大门

2000年建立的滨江高教园区位于浦沿街道滨文路两侧，拥有浙江中医药大学、浙江警察学院、浙江艺术职业学院、浙江机电职业技术学院、杭州医学院和浙江商业职业技术学院共六所院校。
位于浦沿街道的杭二中滨江校区（主校区，2001年建成）和长河街道的长河高中是浙江省一级重点中学，杭二中更是排名第一的杭州高中。

### 医院

武警医院

滨江医院

儿童医院

滨江目前有武警浙江医院、杭州市滨江医院（又名浙医二院滨江院区，2013年3月开业）、浙医儿童医院（主院区，2014年底开业）三家大型医院。杭州牙科医院（总院）位于江南大道288号。

### 文化
自2005年开始每年4月底至5月初在杭州滨江白马湖生态创意城举办的中国国际动漫节由国家广电总局和浙江省政府主办。动漫节是目前中国唯一的国家级动漫专业节展，也是中国规模最大、人气最旺、影响最广的动漫专业盛会。

### 文体设施

中国（杭州）低碳科技馆

滨江体育馆

- 中国（杭州）低碳科技馆：2012年7月18日开馆。
- 滨江文化中心（内有滨江图书馆）：图书馆于2015年12月对外开放[16]。
- 滨江体育馆：承办了杭州亚运会羽毛球赛事，室外跑道和室外篮球场于2022年6月免费对外开放，室内羽毛球收费场地7月1日正式开放。[17]
- 杭州奥体博览城，分占了滨江区和萧山区的土地

## 经济

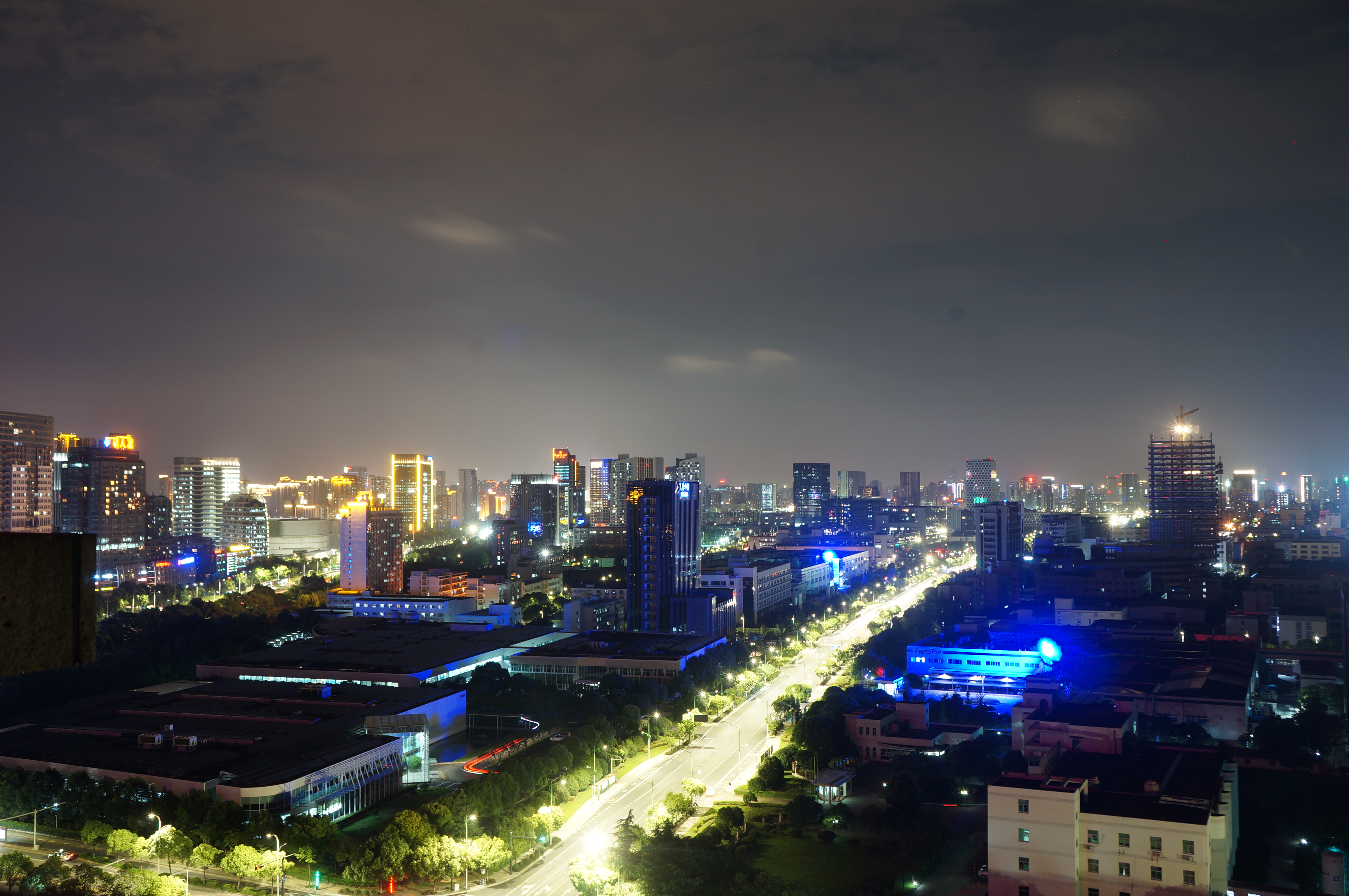
滨江区的高楼

滨江的苏泊尔大厦（左侧）、杭州牙科医院（中间）、康恩贝大厦（右侧）

2014年，全区实现地区生产总值692.84亿元，增长11.5%；财政总收入169.21亿元，增长20.4%，财政总收入增幅连续三年位居杭州市第一。全区信息经济总收入1273.43亿元，增长30%。全区规上工业销售产值突破千亿元，达1019.52亿元，增长21.8%；实现工业增加值350.03亿元，增长17.1%；万元工业增加值综合能耗0.07吨标煤，为杭州市平均水平的十分之一。滨江区的上市公司数量位居浙江省各县级行政区第一，截至2023年11月共有72家上市公司，实现“每平方公里拥有一家上市公司”的目标。

### 特色产业
目前已初步形成“两强两优两新”的特色产业格局（“两强”指通信设备制造业和软件业，“两优”指集成电路设计制造业和数字电视产业，“两新”指动漫产业和网络游戏产业）；2006年高新技术产业实现技工贸收入885亿元，占全区技工贸总收入的78.3％。具体如下：
- 通讯设备制造业
- 软件产业
- 集成电路设计制造业
- 数字电视产业
- 动漫、网络游戏产业

### 著名企业
- 阿里巴巴集团滨江园区，电子商务

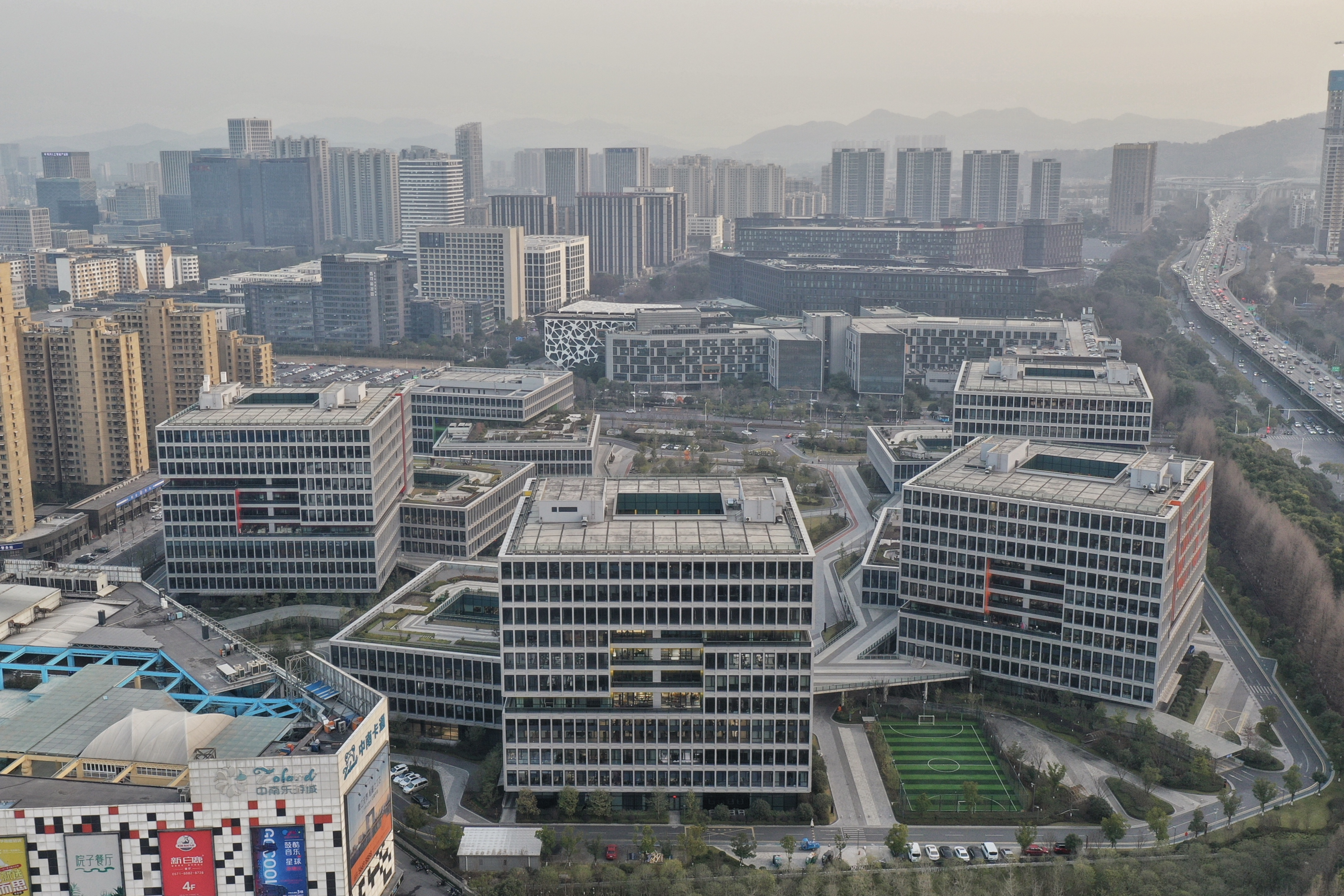
阿里巴巴滨江园区

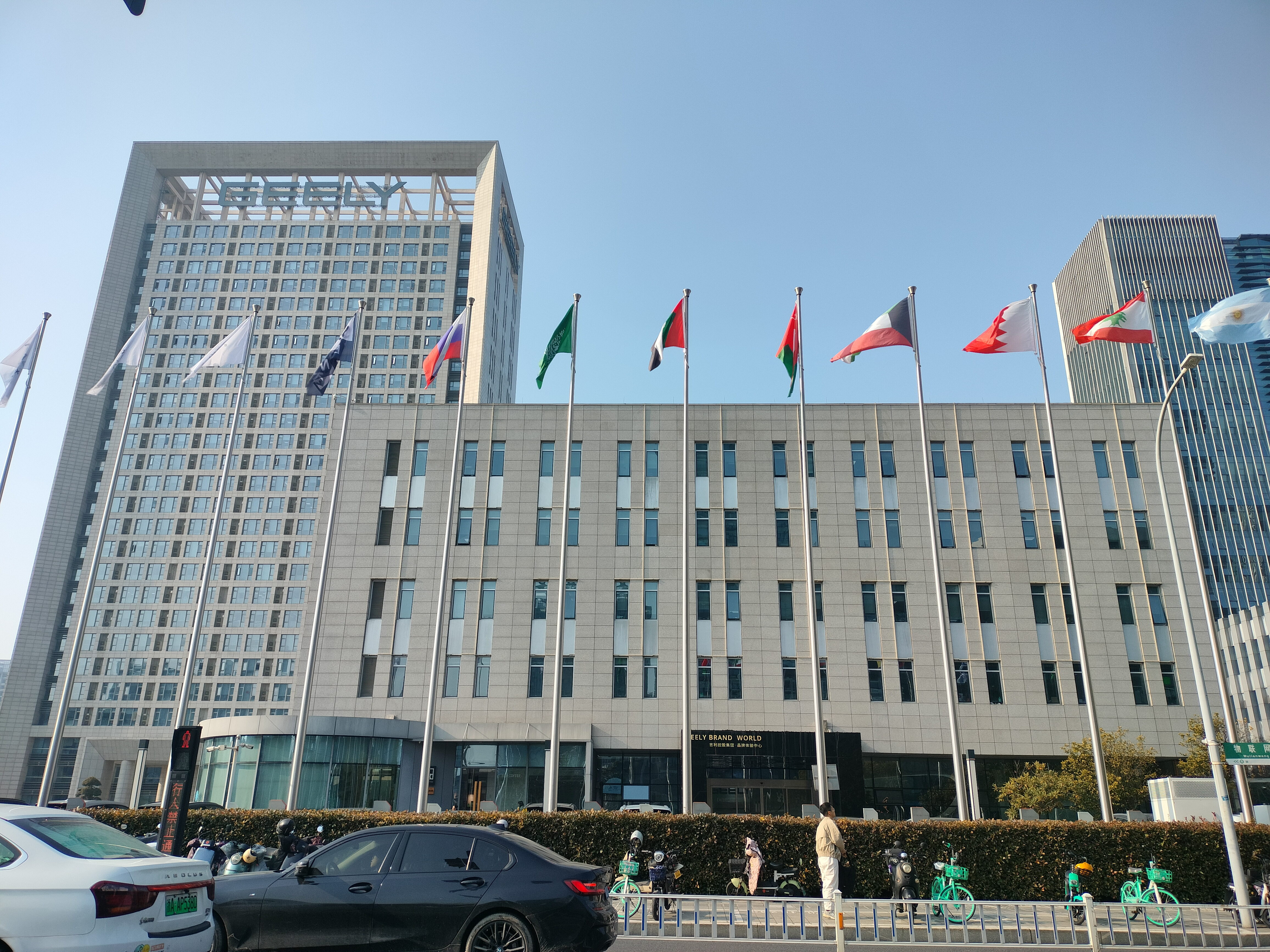
吉利集团总部

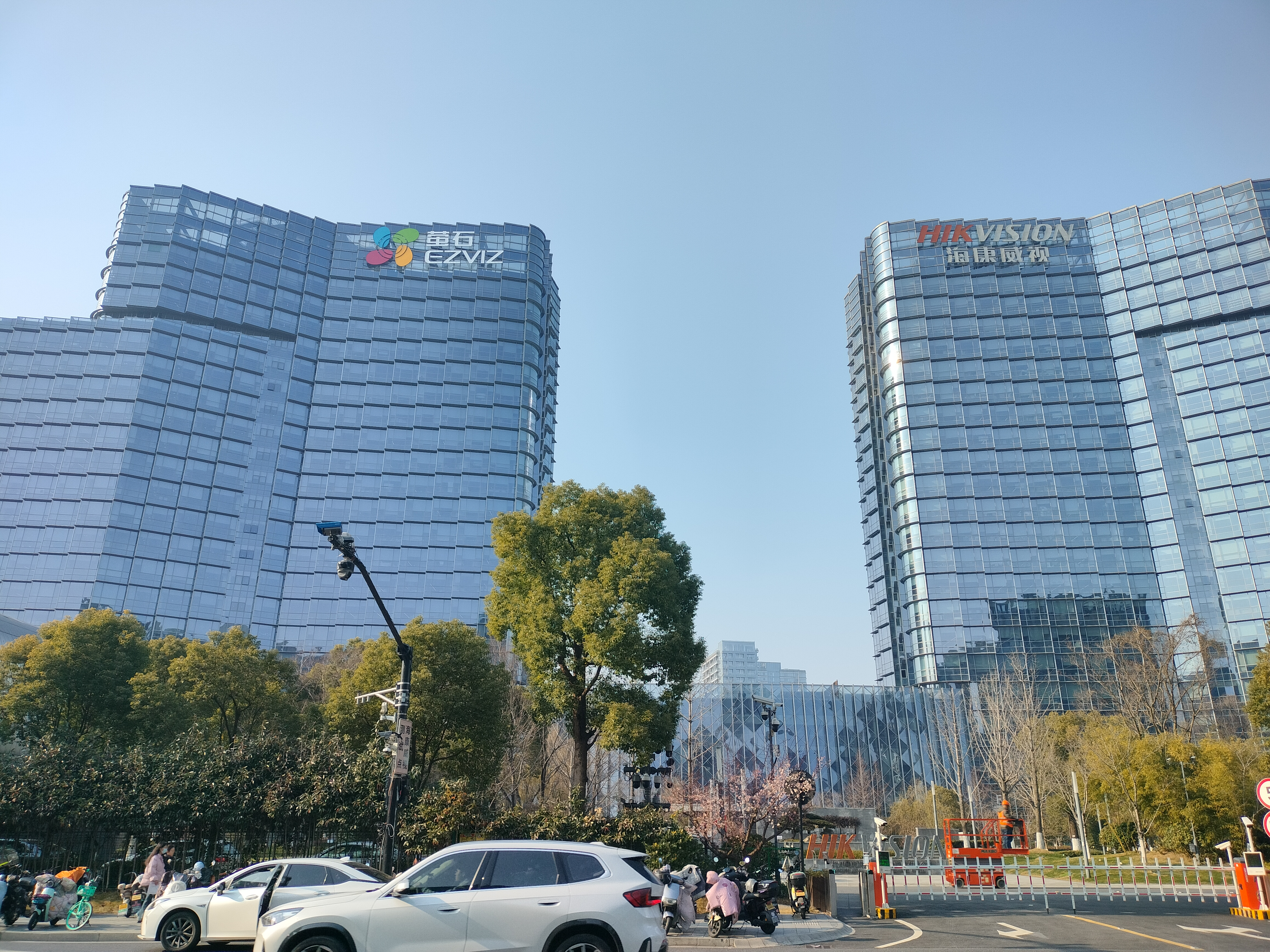
海康威视

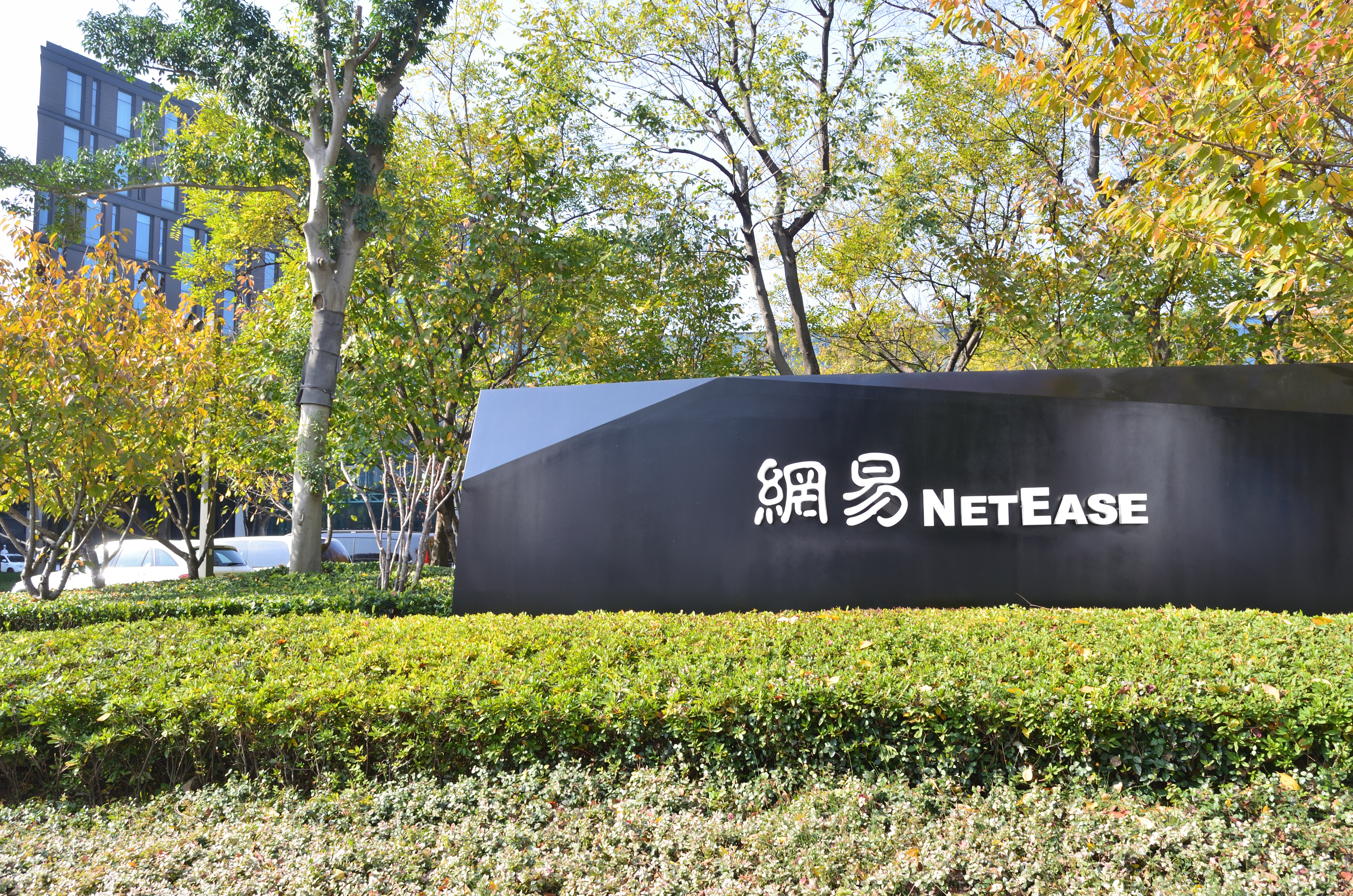
位於濱江的網易公司

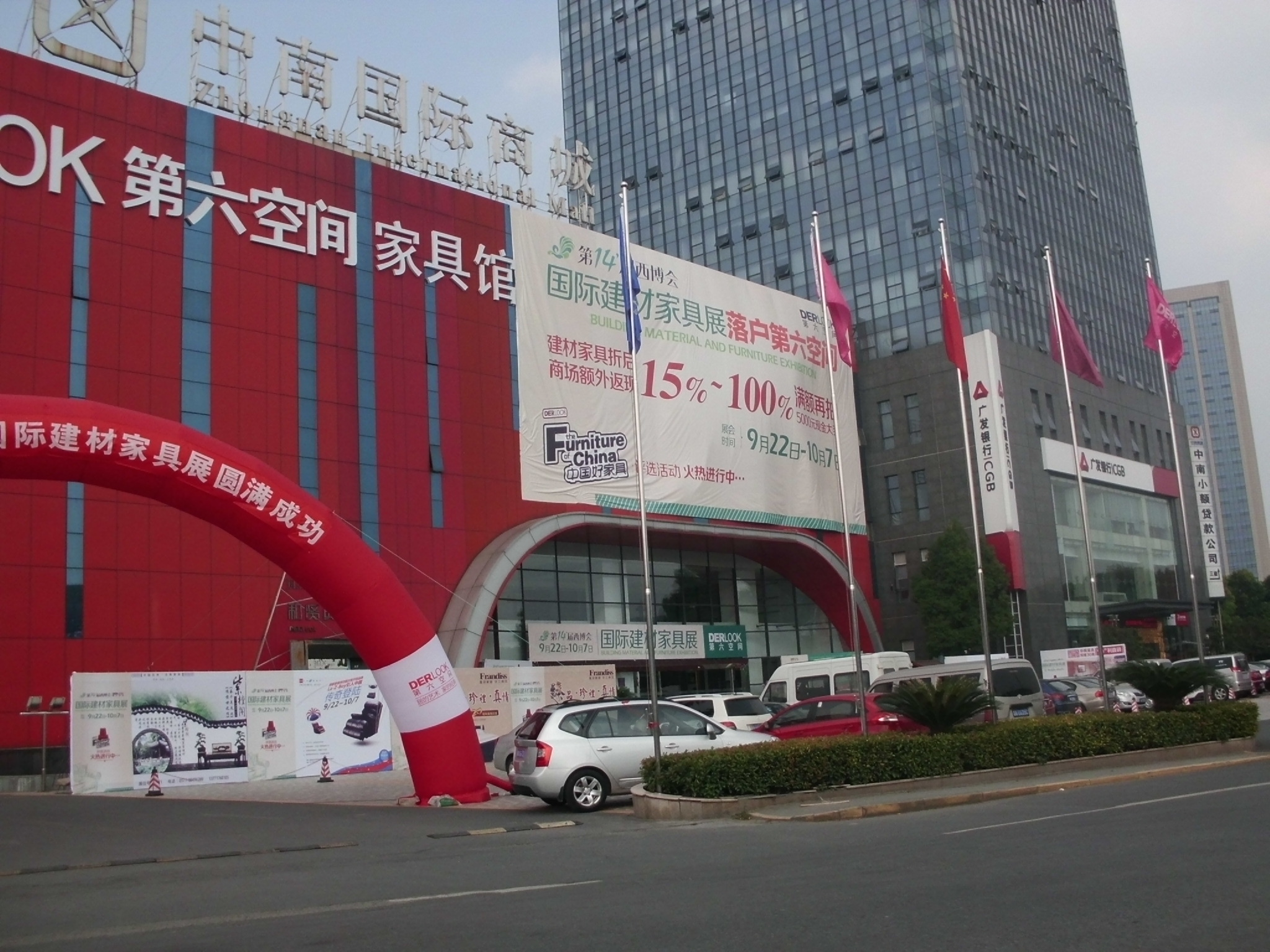
中南国际商城家具馆

- 网易杭州（网易两大办公基地：杭州和广州)，互联网
- 华为杭州
- 吉利汽车
- 零跑汽车
- 海康威视
- 大华股份
- 新华三集团
- 宇视科技
- 宇树科技
- 电魂网络
- 纳爱斯集团
- 苏泊尔集团
- 康恩贝
- 安恒科技
- 信雅达集团
- 恒生电子
- 士兰微电子
- 长川科技
- 赛诺菲杭州

### 主要商圈

星光大道步行商业街

滨江宝龙城

滨江天街

滨江银泰

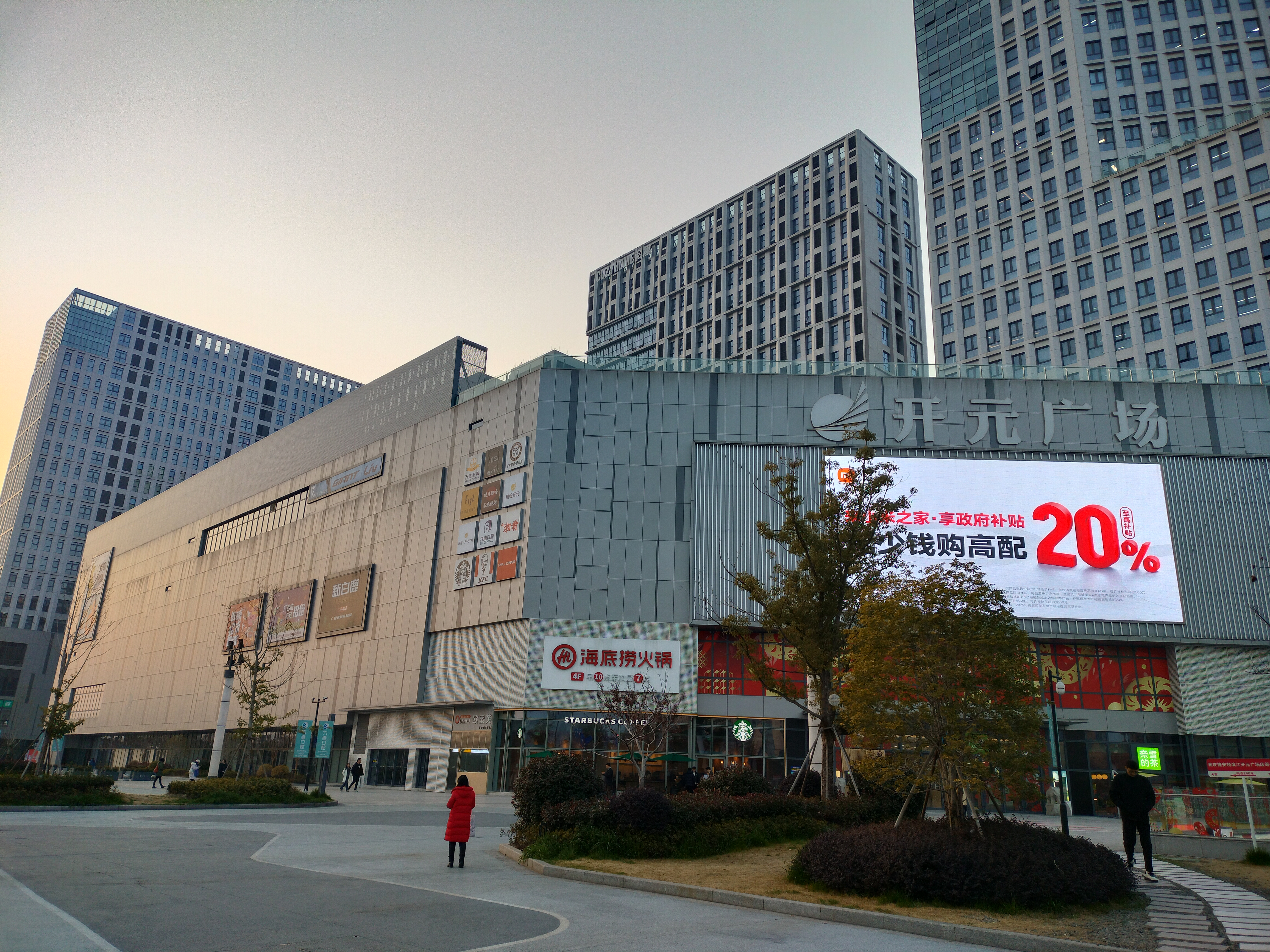
滨江开元广场

- 华联·星光大道：分为一期（南）、二期（北），一期（步行商业街区）于2008年12月开街启用，二期（商场）于2015年12月开业。
- 家居博览园、中南乐游城（原名中南购物中心）：2013年开业。
- 中赢国际：2013年开业。
- 星耀城：分为一期（北）、二期（南），2014年12月开业。
- 中嬴康康谷：2016年开业，大排档食客集中地。
- 滨江宝龙城：2016年12月开业。
- 兴耀·鑫都汇：2017年5月开业。
- 滨江龙湖天街：2017年9月开业。
- 啦喜街（原垃圾街）：位于滨文高教园区，改造后的新街于2020年3月重新开业[21]。
- 滨江银泰：分A、B、C、D四区，2022年6月30日开业。[22]
- 滨江开元广场，2023年12月31日开业，位于浦沿，包括酒店、公寓、写字楼和商业，总建筑面积约23.3万方，这是杭州第三座开元广场。[23]

### 地标建筑

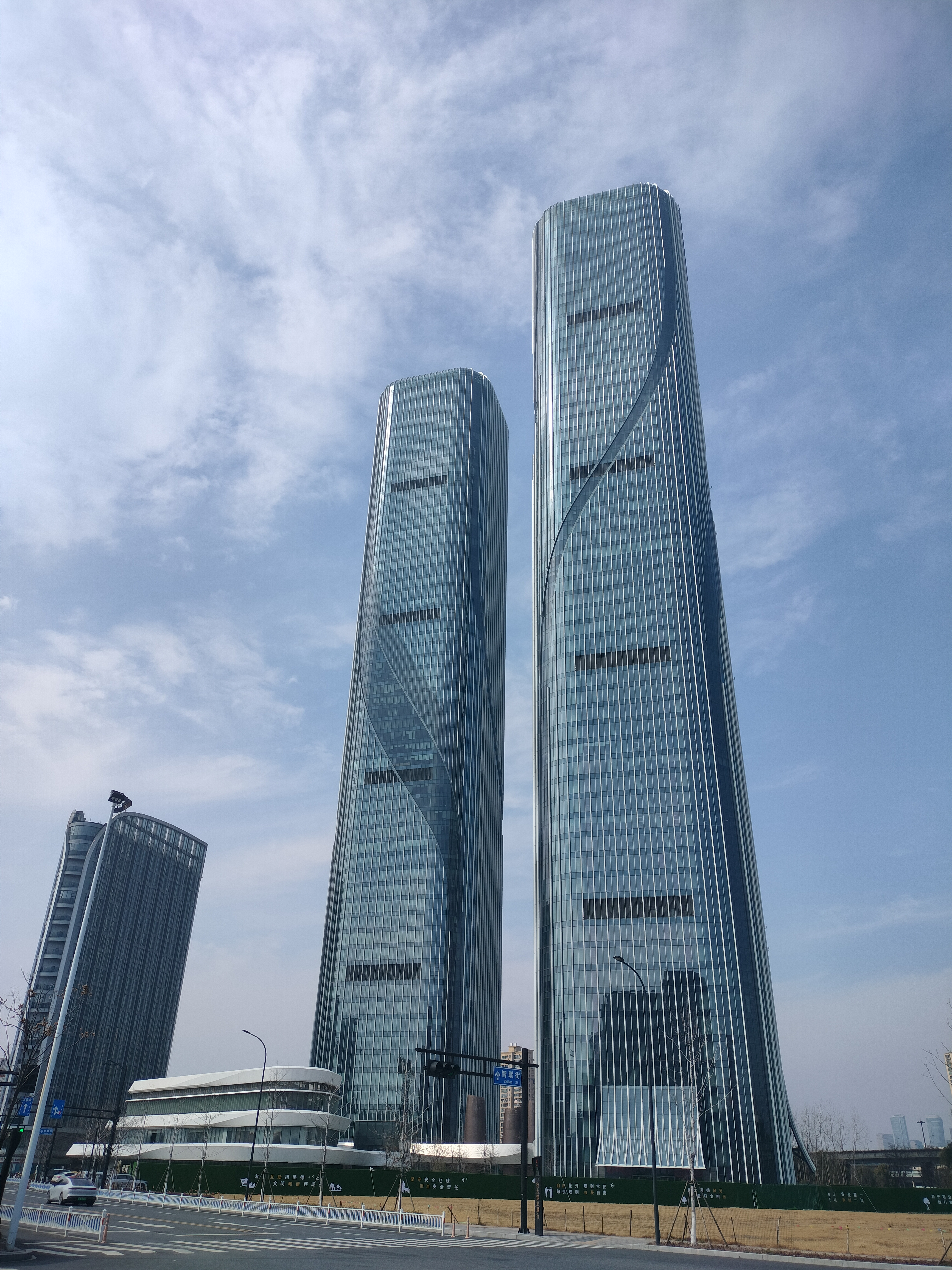
世茂智慧之门

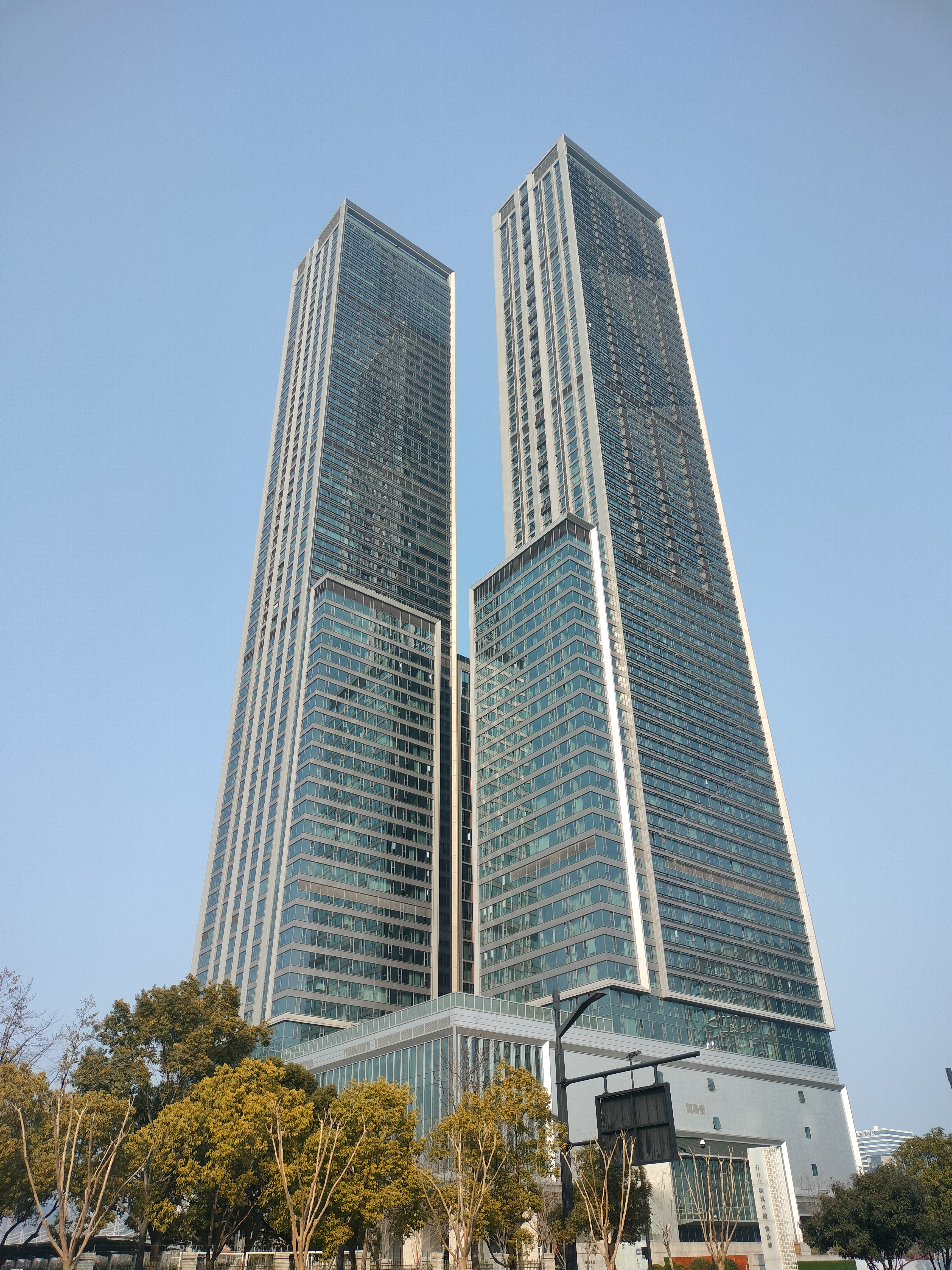
傲旋城

- 世茂智慧之门，位于滨江区风情大道与江南大道交叉口西南侧280米高的双塔写字楼，2022年完工。
- 绿城卓越·傲旋城，位于滨江时代大道与滨康路交叉口西北侧的摩天大楼垂直生活综合体，包括两座约240米的双子塔楼及一座约100米的塔楼，涵盖住宅（天空之宅）、公寓（云端跃墅）和酒店（铂尔曼酒店）。2024年建成。

## 交通

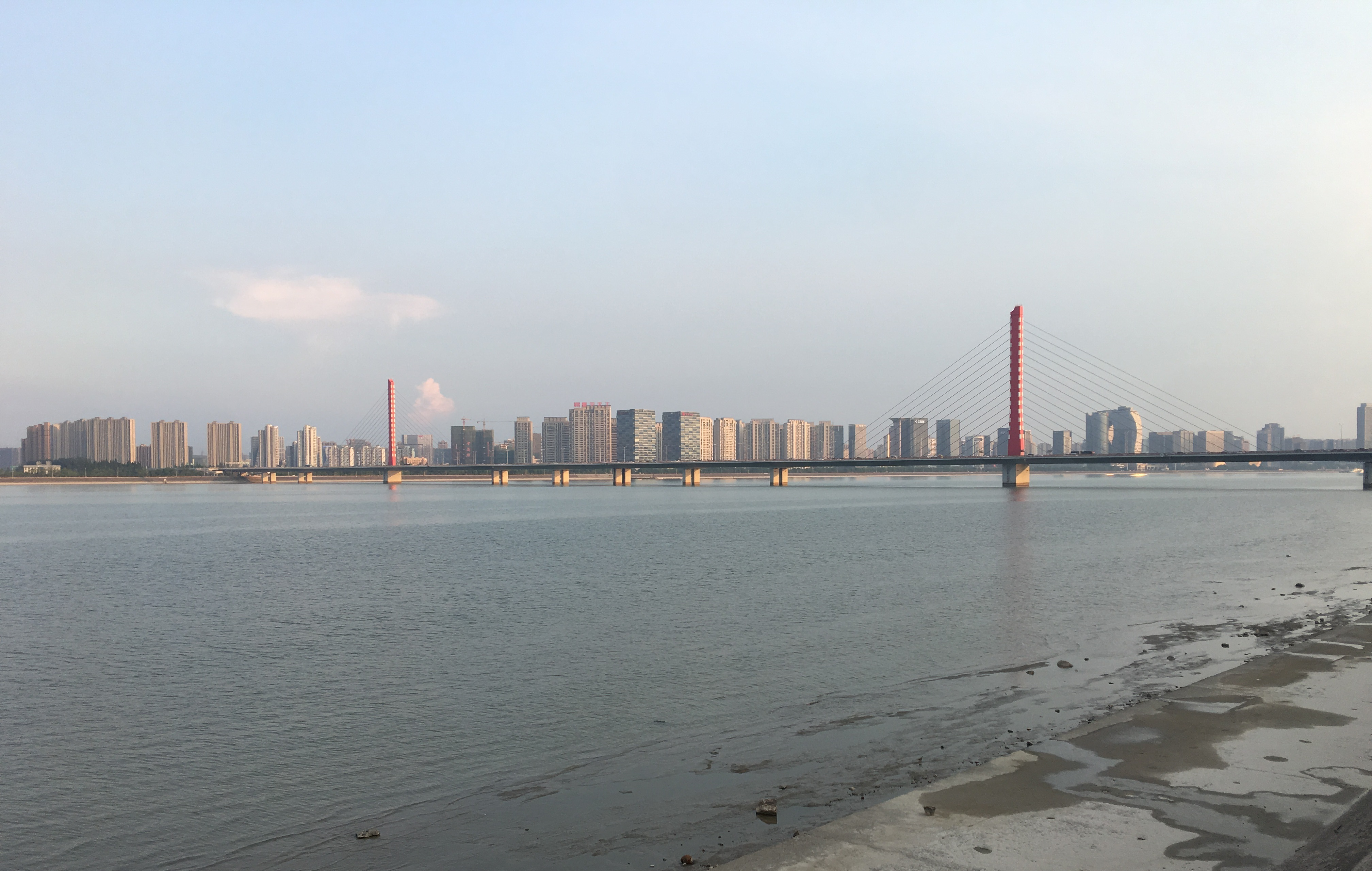
从钱江新城看西兴大桥与滨江区

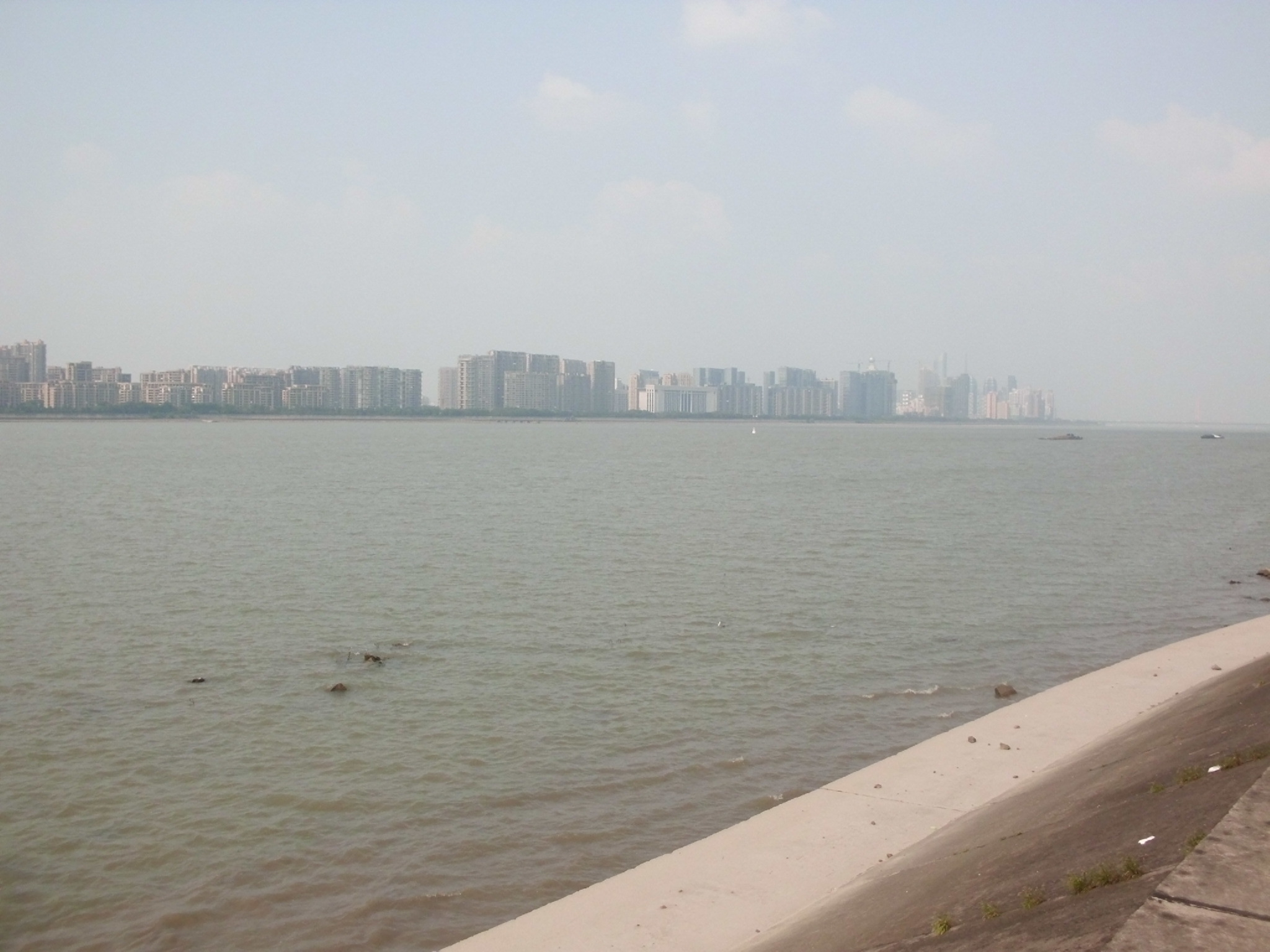
钱塘江边

滨江区与江北的杭州主城区通过三座钱塘江桥梁相连，由西到东分别为钱塘江大桥、复兴大桥和西兴大桥。另外滨江通过西边的钱江七桥（之江大桥）和钱江五桥与西湖区的双浦镇相连。2019年年底通车的望江隧道是连通滨江区和主城区的最新公路通道。
江南大道为滨江区内东西走向的主干道路，亚运会前，江南大道将被改造成为双层的城市主干道；其他东西向的主干路还有闻涛路、滨盛路、滨和路、江汉东路、滨兴路、滨安路、滨康路和南环路。南北向的主干路有：东信大道、伟业路、火炬大道、诚业路、信诚路、建业路、时代大道(北连复兴大桥)、长河路、江虹路、江汉路、江晖路、江陵路和西兴路。
杭州地铁1号线在滨江区设有江陵路站、滨和路站、西兴站和滨康路站。杭州地铁4号线在滨江区设有联庄站、中医药大学站、杨家墩站和浦沿站。杭州地铁5号线在滨江境内自东向西后转向北，设滨康路站、江晖路站、聚才路站和长河站4站；杭州地铁6号线横穿滨江区设有10站。